# Lạc Quới
Lạc Quới là một xã thuộc huyện Tri Tôn, tỉnh An Giang, Việt Nam.

## Địa lý
Xã Lạc Quới nằm ở phía bắc huyện Tri Tôn, có vị trí địa lý:
- Phía đông giáp thị trấn Ba Chúc, xã Lê Trì và thị xã Tịnh Biên
- Phía tây giáp xã Vĩnh Gia
- Phía nam giáp xã Vĩnh Phước
- Phía bắc giáp Campuchia.

Xã Lạc Quới có diện tích 24,59 km², dân số năm 2019 là 3.677 người, mật độ dân số đạt 150 người/km².

## Hành chính
Xã Lạc Quới được chia thành 4 ấp gồm: Vĩnh Hòa, Vĩnh Quới, Vĩnh Phú, Vĩnh Thuận.